# Joe Willock
Joseph George Willock (Waltham Forest, London, 1999. augusztus 20. –) Többszörös angol utánpótlás válogatott labdarúgó, a Newcastle United játékosa.

## Pályafutása
Joe Willock 2018 április 15.-én mutatkozott be az Arsenal felnőtt csapatában a Premier Leagueben a Newcastle United ellen. 2021. február 1-jén fél évre kölcsönbe került a Newcastle United csapatához. Augusztus 13-án hat évre szerződtették remek teljesítménye miatt és 25 millió fontot fizettek az Arsenalnak.

## Magánélete
Willock a London északkeleti külső részén fekvő Waltham Forest kerületében született. Van két testvére Chris Willock és Matty Willock, akik szintén labdarúgók. 2017 májusában a mindhárman a pályán voltak, amikor a Manchester United tartalék csapata az Arsenal tartalék csapata ellen játszott.

## Sikerei,díjai

### Klubcsapatokan

#### Arsenal
- FA-kupa – győztes: 2019–20[8]
- Angol szuperkupa – győztes: 2017,[9] 2020
- Európa-liga – döntős: 2018–19[10]

## Statisztikái

### Klubcsapatokban

#### Arsenal
Legutóbb 2020. július 26-án lett frissítve.
| Klub           | Szezon         | League         | League | League | FA-kupa | FA-kupa | Angol ligakupa | Angol ligakupa | Egyéb | Egyéb | Összesen | Összesen |
| Klub           | Szezon         | Bajnokság      | Mérk.  | Gólok  | Mérk.   | Gólok   | Mérk.          | Gólok          | Mérk. | Gólok | Mérk.    | Gólok    |
| -------------- | -------------- | -------------- | ------ | ------ | ------- | ------- | -------------- | -------------- | ----- | ----- | -------- | -------- |
| Arsenal        | 2017–18        | Premier League | 2      | 0      | 1       | 0       | 3              | 0              | 5     | 0     | 11       | 0        |
| Arsenal        | 2018–19        | Premier League | 2      | 0      | 1       | 2       | 0              | 0              | 3     | 1     | 6        | 3        |
| Arsenal        | 2019–20        | Premier League | 29     | 1      | 5       | 0       | 2              | 2              | 8     | 2     | 43       | 5        |
| Arsenal        | Összesen       | Összesen       | 33     | 1      | 7       | 2       | 5              | 2              | 16    | 3     | 61       | 8        |
| Teljes karrier | Teljes karrier | Teljes karrier | 33     | 1      | 7       | 2       | 5              | 2              | 16    | 3     | 61       | 8        |

1. 1 2 3  Magában foglalja az Európa-ligában való pályára lépeseit.

## Külső hivatkozások
- Joe Willock (angol nyelven). arsenal
- Joe Willock adatlapja a worldfootball.net oldalon (angolul)